# Disa polygonoides
Disa polygonoides es una especie fanerógama de orquídea de hábito terrestre.  Es nativa de Sudáfrica.

## Descripción
Es una orquídea con raíces tuberosas vellosas, pocas ramas y tallos sin ramas o vellosidad, con hojas generalmente anuales, la inflorescencia también ramificada, con sépalos dorsales y pétalos oblongos,  y la columna prominente, con dos polinias.
Tiene hábitos terrestres con un tamaño pequeño a mediano, prefiere el clima fesco al frío. con Tiene hojas caulinares. Florece en la primavera y principios del verano en una inflorescencia erecta, con 30 a 50 flores.

## Distribución y hábitat
Se encuentra en Mozambique, Suazilandia, Transvaal, KwaZulu-Natal y Provincia del Cabo en Sudáfrica en pastizales húmedos o en las riberas, a pleno sol, en elevaciones de 300 a 1500 metros.

## Taxonomía
Disa polygonoides fue descrita por   John Lindley y publicado en The Genera and Species of Orchidaceous Plants 349. 1838.
Etimología
Disa : el nombre de este género es una referencia a  Disa, la heroína de la mitología nórdica hecha por el botánico Carl Peter Thunberg.
polygonoides: epíteto que indica su semejanza con el género Polygonum.
Sinonimia
- Disa natalensis Lindl.	[5][3]